# Alliance chrétienne libérale
L'Alliance chrétienne-libérale (en roumain : Alianța Creștin-Liberală), également connu sous le nom d'Alliance PNL-PDL (Alianta PNL-PDL), était une alliance électorale de centre droit en Roumanie.

## Description
L'alliance a été fondée le 28 juillet 2014 par le Parti national libéral (PNL) et le Parti démocratique libéral (PDL) avant une fusion prévue entre les deux partis. Cette alliance qui comptait aussi le Forum démocratique des Allemands de Roumanie et Force citoyenne avait pour but de présenter un candidat commun à l'élection présidentielle de 2014. En août 2014, les parties ont choisi Klaus Iohannis, président du PNL et maire de Sibiu, comme candidat à la présidentielle.
Lors du premier tour de l'élection présidentielle tenue le 2 novembre 2014, le candidat de l'ACL, Klaus Iohannis a obtenu 30,4% des voix, à la deuxième place derrière Victor Ponta, le président du Parti social-démocrate (PSD) et Premier ministre sortant de la Roumanie.  Au second tour des élections, le 16 novembre 2014, Klaus Iohannis a reçu 54,5% des voix, devenant le vainqueur surprise, n'étant pas le favoris dans les sondages. L'alliance a été dissoute le 17 novembre 2014 lors de la fusion du PNL et du PDL.